# Quân cụ (Việt Nam Cộng hòa)
Quân cụ (1954 - 1975) là một đơn vị chuyên ngành của Quân lực Việt Nam Cộng hòa, dưới sự điều hành hàng dọc của Tổng cục Tiếp vận trực thuộc Bộ Tổng tham mưu. Quân cụ có nhiệm vụ tạo tác, phân phối và điều độ khí cụ các loại, quân xa, chiến xa, quân trang, quân dụng... cho các đơn vị trong Quân đội theo nhu cầu. Đồng thời có trách nhiệm sửa chữa và đại tu tất cả phương tiện nêu trên. Ngành Quân cụ đã đồng hành và giữ vai trò yểm trợ trong Quân đội suốt thời gian tồn tại của Quân lực Việt Nam Cộng hòa.

## Lịch sử hình thành
Ngành Quân cụ chính thức được thành lập từ tháng 8 năm 1954 trong Quân đội Quốc gia. Tính đến tháng 4 năm 1975, qua 2 lần đổi danh xưng của Quân đội là Quân đội Việt Nam Cộng hòa (1955) và Quân lực Việt Nam Cộng hòa (1965), ngành đã hình thành qua 3 giai đoạn:
- -Giai đoạn 1: Từ 1955 đến 1960
- -Giai đoạn 2: Từ 1961 đến 1973
- -Giai đoạn 3: Từ 1973 đến 4/1975

Giai đoạn 1 (1955-1960):
Sau Hiệp định Genève 1954, Pháp rút lui. Những vật liệu của Pháp được chuyển giao cho Quân đội Quốc gia. Thành lập các đơn vị từ Trung ương đến Địa phương để phù hợp nhu cầu chiến trường và sự lớn mạnh của Quân đội. Năm 1957, được đặt danh hiệu là "Nha Quân cụ", trách nhiệm điều hành là Giám đốc. Trực thuộc Bộ Tổng tham mưu.
Giai đoạn 2 (1961-1973): 
Song song với sự tăng trưởng của Quân lực, ngành Quân cụ được phát triển mạnh từ tổ chức đến nhân lực. Quân số toàn ngành khoảng 16.000 người. Năm 1964, Nha Quân cụ được đổi tên thành Cục Quân cụ và chức danh điều hành là Cục trưởng. Trực thuộc Tổng cục Tiếp vận.
Giai đoạn 3 (1973-4/1975):
Với một sự cải tổ tiếp vận toàn diện với mục đích phối, kết hợp các ngành Tiếp vận gồm các Nha Quân cụ, Công binh, Quân y, Truyền tin, Quân nhu... vào thành một đơn vị duy nhất để các Binh đoàn chỉ đến một nơi nhận lãnh hàng tiếp liệu.
Tại các Vùng chiến thuật (Quân khu) có một hoặc hai Bộ chỉ huy Tiếp vận để yểm trợ các Binh đoàn tham chiến nhanh chóng và hữu hiệu.
Thời điểm này ngành Quân cụ chỉ còn nhiệm vụ thuần tuý về kỹ thuật. Trường Quân cụ vẫn tiếp tục đào tạo chuyên viên trong ngành. Và toàn ngành đã luôn hoàn thành tốt trách nhiệm của mình cho đến ngày 30 tháng 4 năm 1975 thì chấm dứt nhiệm vụ.

## Giám đốc, Cục trưởng qua các thời kỳ
| Stt | Họ và Tên                                            | Cấp bậc | Chức vụ    | Tại chức  | Chú thích                                                |
| --- | ---------------------------------------------------- | ------- | ---------- | --------- | -------------------------------------------------------- |
| 1   | Lê Văn Sâm Võ bị Huế K2                              | Đại tá  | Giám đốc   | 1957-1961 | Giải ngũ cùng cấp                                        |
| 2   | Đỗ Ngọc Nhận Võ bị Đà Lạt K3                         | Đại tá  | Giám đốc   | 1961-1964 | Sau cùng là Tổng cục phó Tổng cục Quân huấn              |
| 3   | Trần Văn Trọng (Nhạc sĩ Anh Việt) Võ khoa Thủ Đức K1 | Đại tá  | Cục trưởng | 1964-1970 | Sau cùng là Trưởng phòng Điều nghiên thuộc Bộ Quốc phòng |
| 4   | Từ Nguyên Quang Võ bị Đà Lạt K3                      | Đại tá  | Cục trưởng | 1970-1975 |                                                          |